# Vokno
Vokno byl český kulturní časopis, který vycházel v letech 1979–1995.

## Historie
V letech 1979–1989 bylo prvním undergroundovým samizdatovým periodikem. Spoluzakladatelem a nejvýkonnějším redaktorem byl František „Čuňas“ Stárek, signatář Charty 77. K založení tohoto kulturního časopisu došlo „na baráku“ v Nové Vísce, k zakladatelům patřili i Silvestra Chnápková či Jiří Němec. Poslední samizdatové, patnácté číslo Vokna redigoval Luděk Marks. Vokno bylo výzvou pro vznik druhého periodika Revolver Revue, v osmdesátých letech mezi těmito společenstvími proběhlo několik polemik, např. spor I. M. Jirouse s Mikolášem Chadimou nebo Egona Bondyho s Alexandrem Vondrou s účastí Ivana Lampera.
Po sametové revoluci Vokno vycházelo do roku 1995, šéfredaktorem byl Lubomír Drožď. V roce 1997 proběhl pokus o obnovení pod názvem Vokno 2000, z plánovaných pěti čísel vyšlo pouze jedno. Na Vokno navázal časopis Živel.

## Distribuce
Samizdatové Vokno bylo distribuováno do všech významných měst Čech, Moravy a několik výtisků šlo na Slovensko. Náklad se pohyboval mezi 350–380 kusy, které četlo (odhadem) sedm tisíc čtenářů.

## Voknoviny
Samostatnými přílohami Vokna Františka „Čuňase“ Stárka byl kromě Vokno-video-magazinu i letákový zpravodaj aktualit – Voknoviny. Od roku 1987 přinášel letákový občasník Voknoviny aktuální informace o plánovaných kulturních akcích (koncerty, výstavy, festivaly) a represích proti undergroundu. V letech 1987–1989 vyšlo 19 čísel Voknovin. V roce 1990 bylo vydáno 25 čísel, poslední číslo vyšlo 7. 8.1990. Originály všech čísel Voknovin jsou uloženy v knihovně Libri prohibiti. Jako pokračovatel Voknovin bývá kromě výše uvedeného magazínu Živel uváděn (dle Výboru na obranu nespravedlivě stíhaných) i časopis A-kontra.

## Videomagazín
Od roku 1985 vydával Karel Kyncl v Londýně videoperiodikum „Videomagazín“ na kazetách VHS. Tento způsob přenosu informací se Františkovi Stárkovi zalíbil a inspiroval jej k výrobě vlastního videomagazínu. První „Videomagazín Vokna“ vyšel na jaře 1987 a délka záznamu byla 138 minut, další vydání vzniklo o rok později (na jaře 1988) a jeho přehrání trvalo 165 minut. V lednu 1989 Státní bezpečnost okradla F. Stárka o videokameru, pak mu zabavila hudební archiv a Strárka zavřela do vězení. Další videomagazín už nevyšel. Obsah stávajících dvou čísel se skládal z vybraných příspěvků Kynclova magazínu, dále v něm byly záznamy slavných kapel převzaté ze zahraničních televizí, reportáže ze setkání muzikantů ve Vídni a další podobné sestřihy nepůvodních materiálů. „Ojedinělý audiovizuální samizdat“ pocházel z okruhu Václava Havla a nesl název Originální Videojournal.